# 聖堂鎮
聖堂鎮（せいどうちん）は、広東省恩平市の鎮。現行行政地名は聖堂鎮圩鎮社区、聖堂鎮歇馬村などの社区1個、村11個がある。面積は56.65km²。2019年12月までの戸籍人口は27411人。

## 行政区画
社区1個、村11個を管轄する。

## 施設
・介護施設：
・図書館：

### 交通
・地下鉄の駅：

### 教育
・大学：
・中学：
・小学：

### 医療
・病院：

### 娯楽
・体育館：